# Uroplatus alluaudi
Uroplatus alluaudi är en ödleart som beskrevs av  François Mocquard 1894. Uroplatus alluaudi ingår i släktet Uroplatus och familjen geckoödlor. Inga underarter finns listade i Catalogue of Life. Artepitet i det vetenskapliga namnet hedrar den franska naturforskaren Charles Alluaud.
Denna ödla förekommer glest fördelad på norra Madagaskar. Den lever i kulliga regioner mellan 650 och 950 meter över havet. Exemplaren lever i fuktiga skogar och besöker angränsande odlingsmark. De kan klättra i träd och hittades upp till tre meter över marken. Honor lägger ägg.
Beståndet hotas av skogsröjningar. I området inrättades olika skyddszoner. IUCN kategoriserar arten globalt som nära hotad.